# 암스테르담-라인 운하

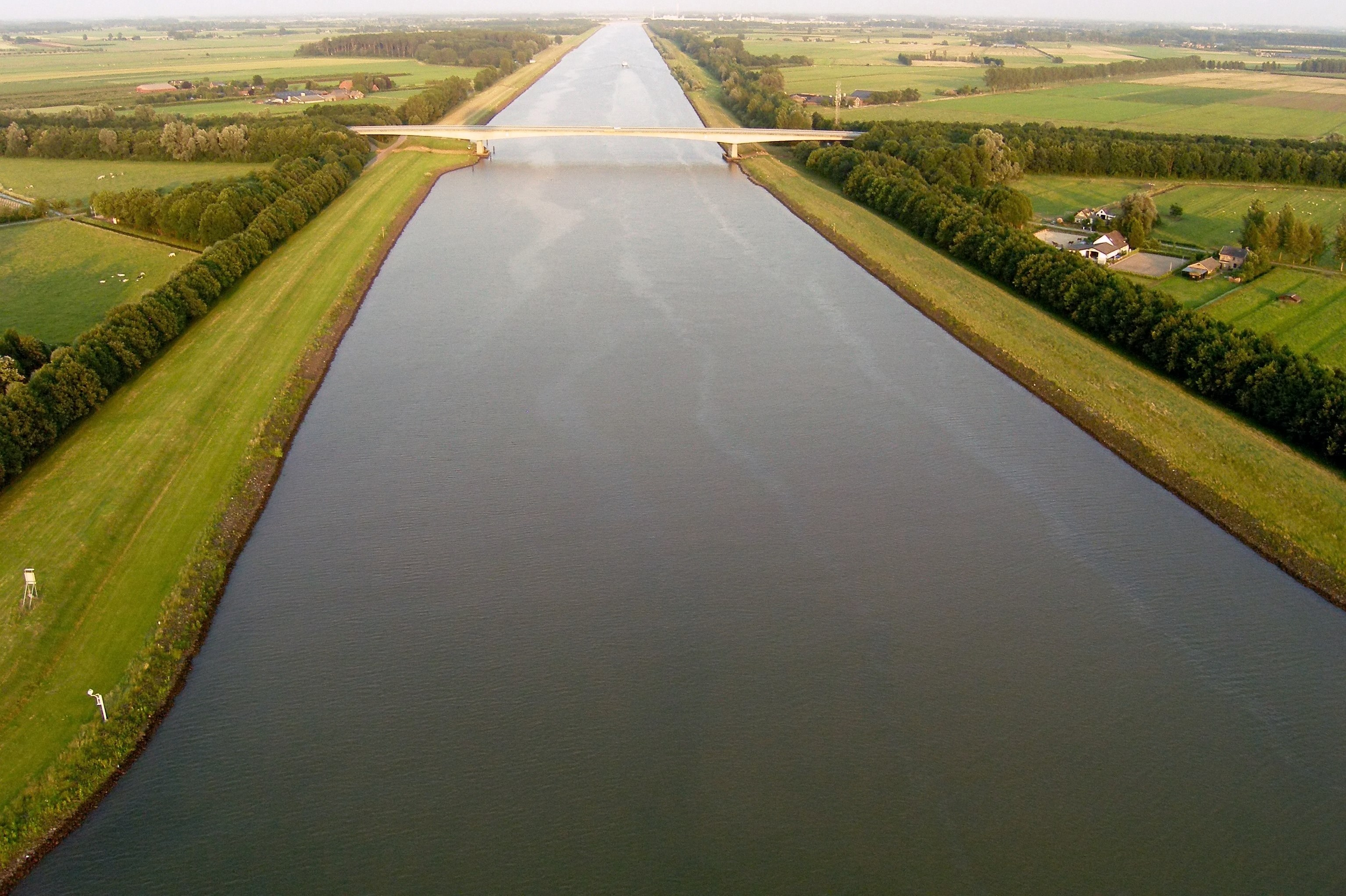
암스테르담-라인 운하

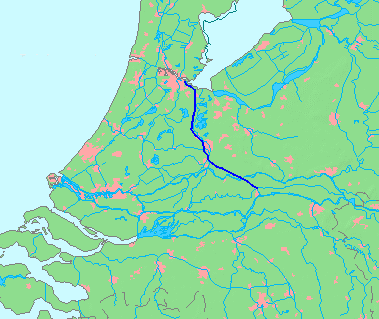
암스테르담-라인 운하의 위치

암스테르담-라인 운하(네덜란드어: Amsterdam-Rijnkanaal)는 네덜란드 암스테르담과 라인강을 연결하는 운하로 길이는 72km이다.
암스테르담 근교에 위치한 에이(IJ), 위트레흐트, 틸(Tiel) 근교에 위치한 발 강(Waal)을 연결한다. 중간 지점에는 렉 강(Lek)을 경유하는 구간이 있는데 이 구간은 로테르담과 북해 방향으로 가는 역할을 한다.
1892년부터 운하 건설 논의가 전개되었으며 1931년에 공사가 시작되었다. 제2차 세계 대전의 여파로 인해 한동안 공사가 중단되었다가 1952년 5월 21일에 개통되었다. 1965년부터 1981년까지 운하 확장 공사가 진행되었다.